# Proceratium silaceum
Proceratium silaceum är en myrart som beskrevs av Julius Roger 1863. Proceratium silaceum ingår i släktet Proceratium och familjen myror. Inga underarter finns listade i Catalogue of Life.

## Bildgalleri

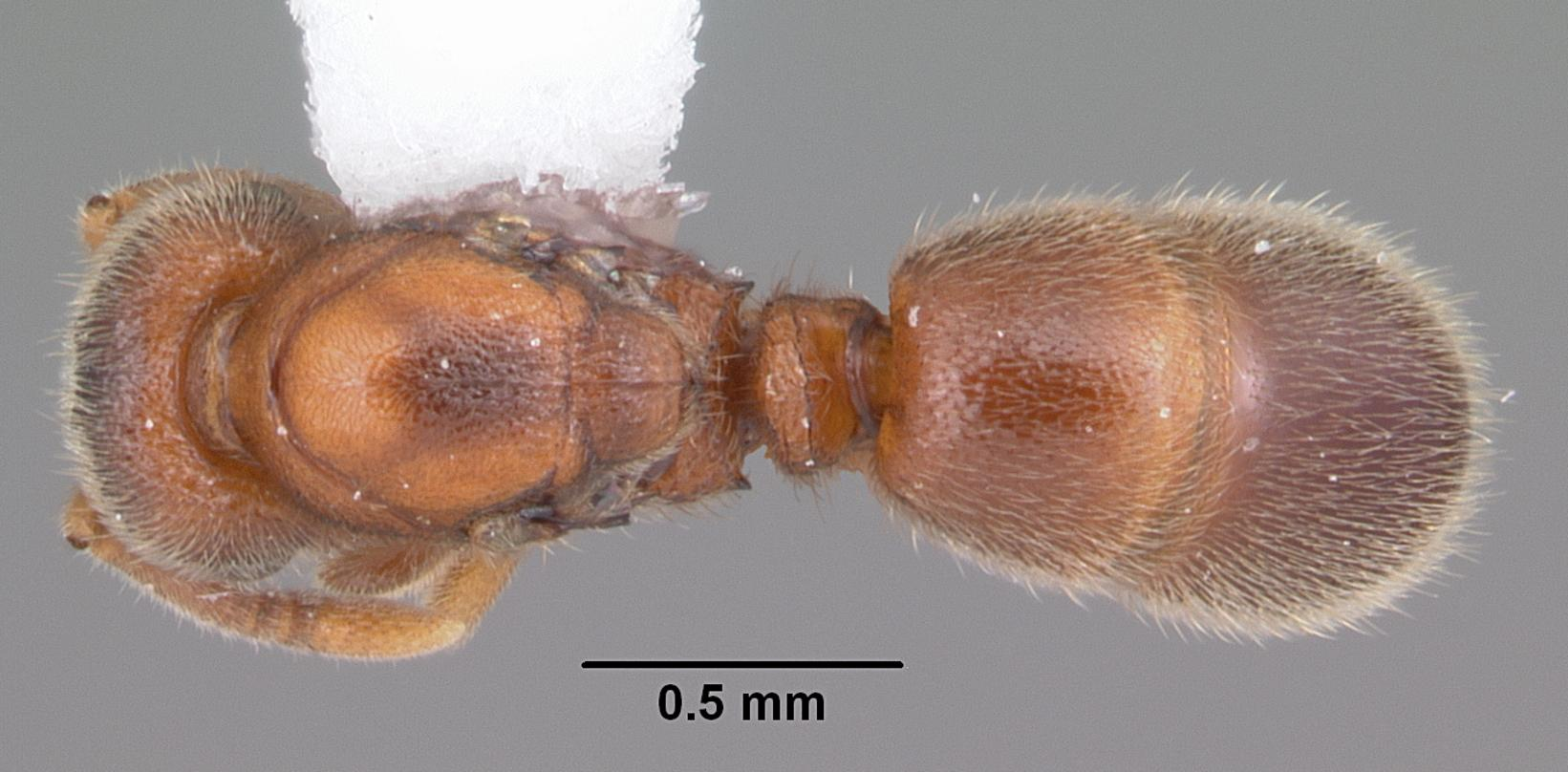
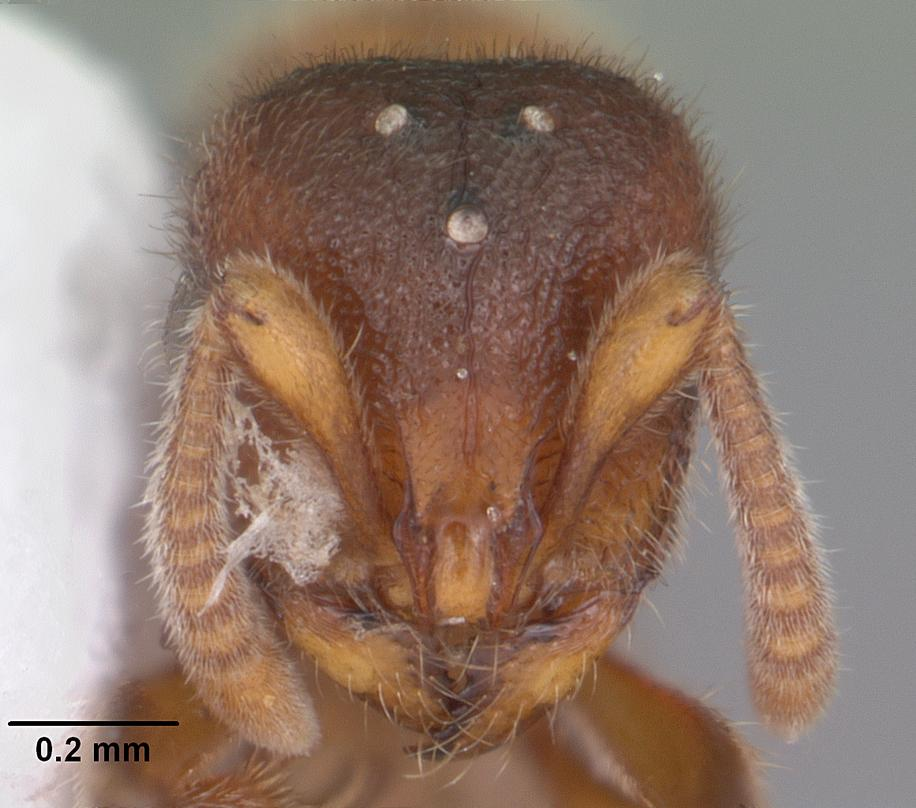
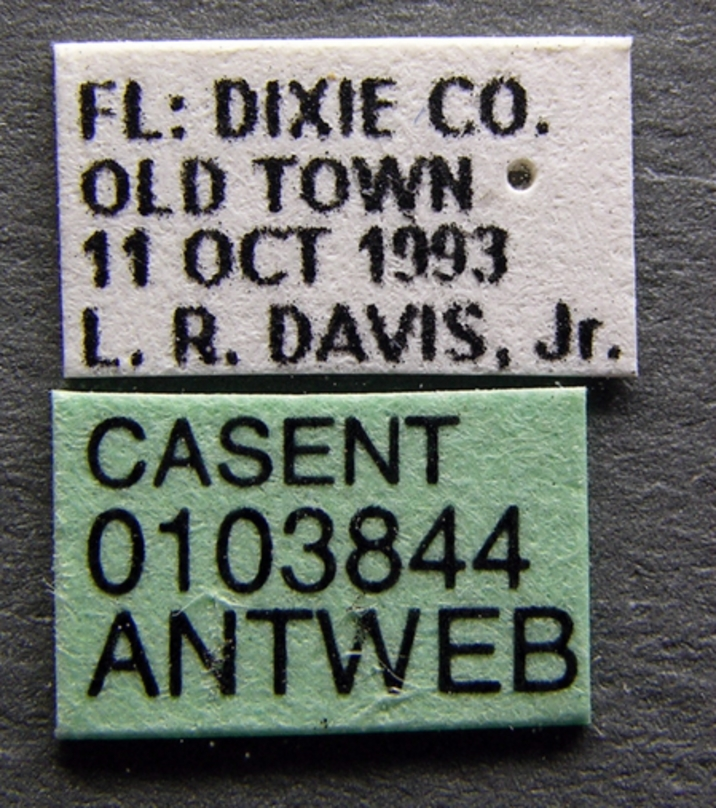
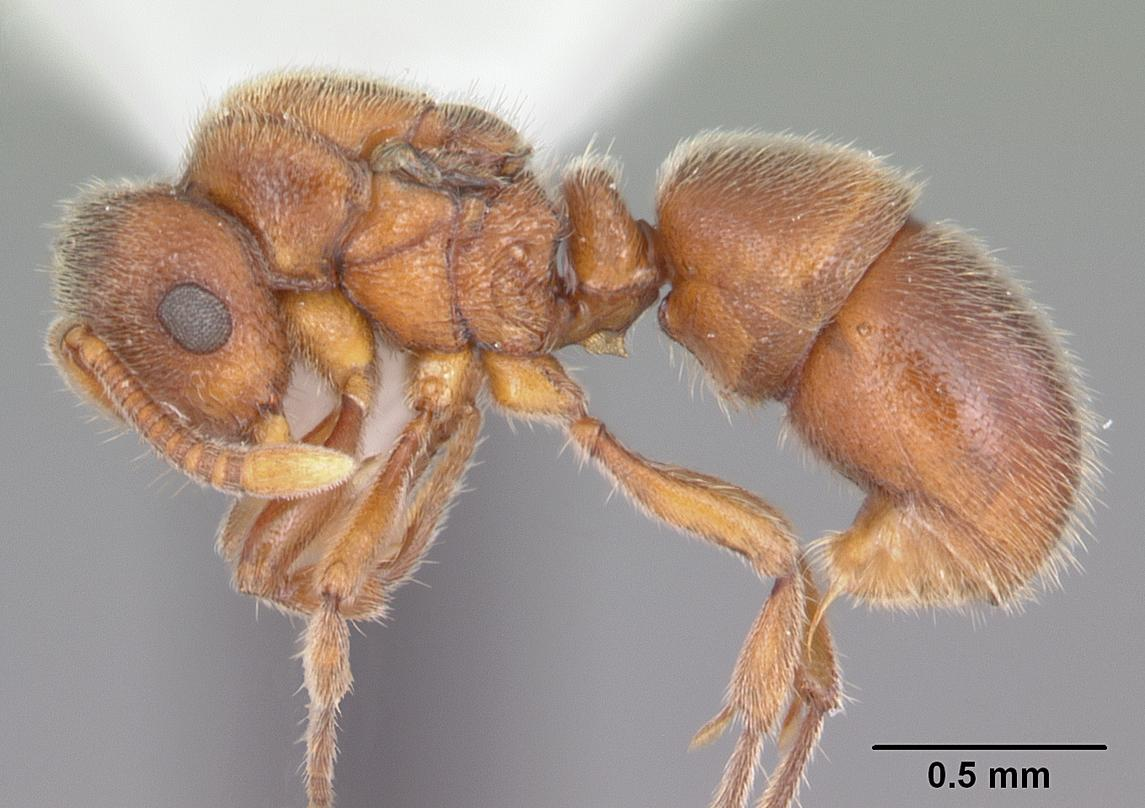
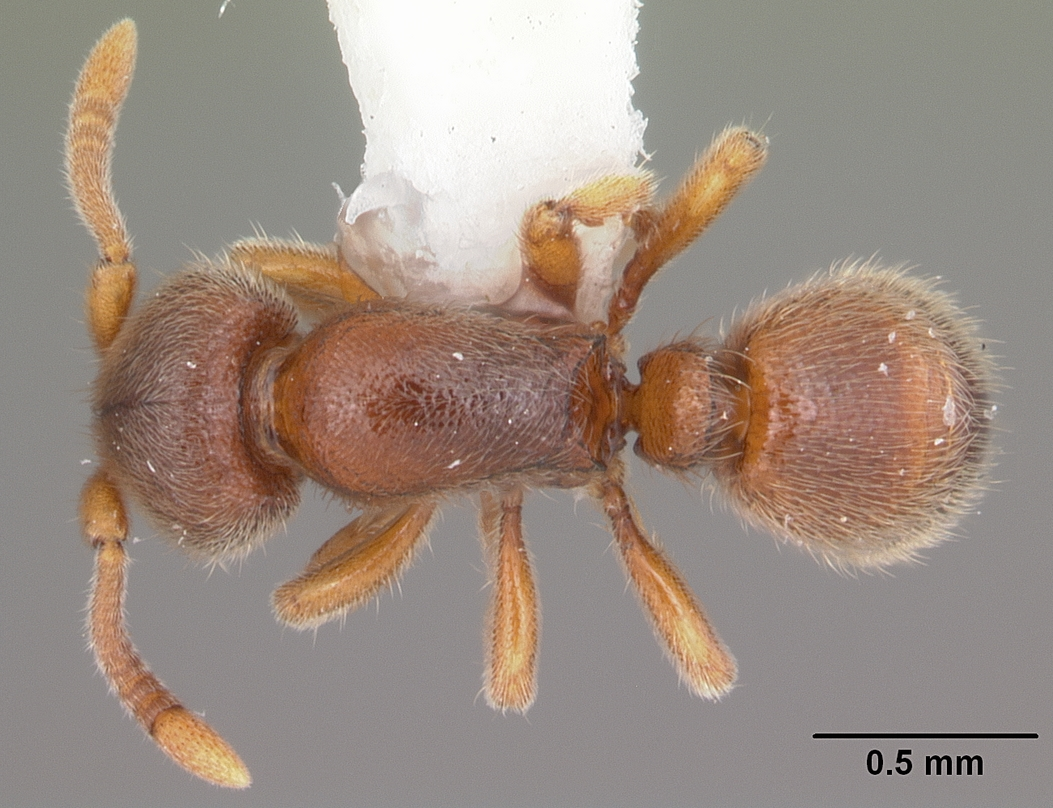
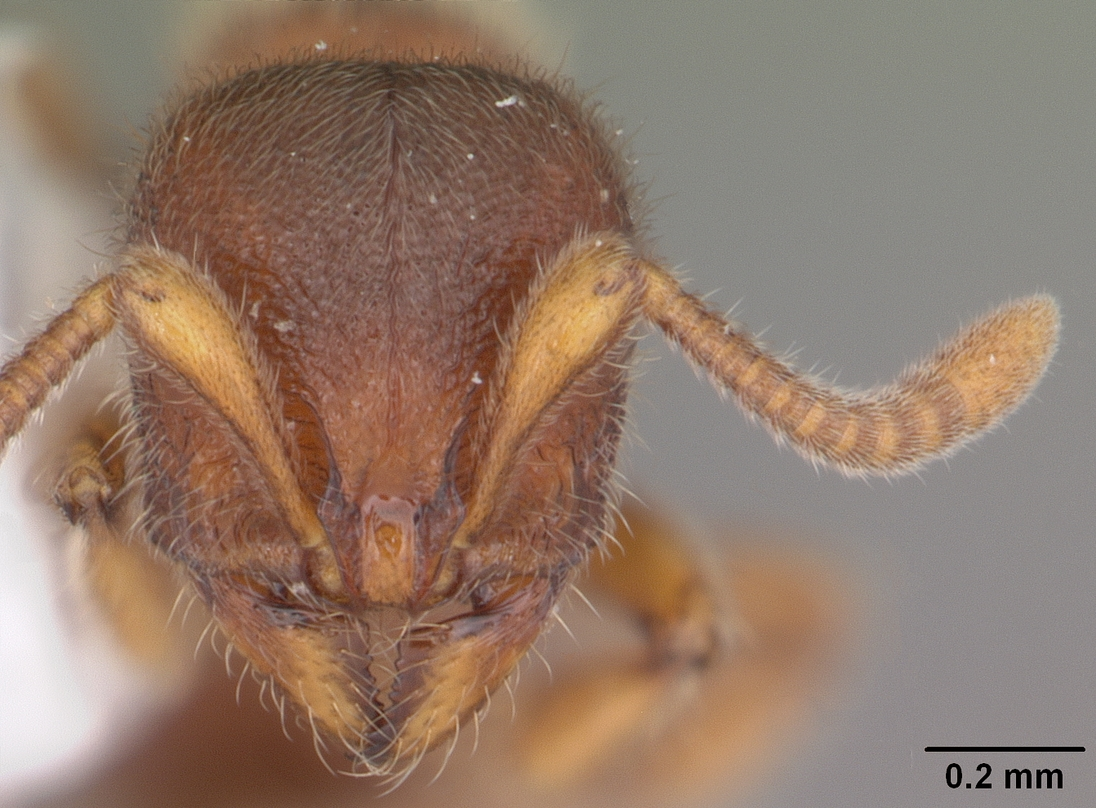